# Сидни Пејнтер
Сидни Пејнтер (енгл. Sidney Painter; Њујорк, 23. септембар 1902 — 1960)  је био амерички историчар специјалиста за средњи век. Радио је на универзитету Џонс Хопкинс и аутор је већег броја врло запажених књига о средњовековној историји.

## Важнији радови
- (књига је преведена и на српски језик)